# Gräberfeld Gudahagen
Das eisenzeitliche, eingehegte Gräberfeld Gudahagen (RAÄ-Nr. Näsum 5:1) südwestlich von Näsum liegt nördlich des Gudahagsvägen (Straße) und südlich des Flusses Holjeån auf einem Hügel bei Bromölla in Schonen in Schweden. 
In alten Karten wird der Bereich auch „Gamle kyrkogård med backar“ (deutsch „alter Friedhof mit Hügel“) Tempelplatsen, (deutsch „Tempelplatz“) oder Gullstringsbacken genannt. Als die ersten Spuren der Gräber und Bautasteine gefunden wurden, wurde der Name „Gudahagen“ geboren, weil eine Ähnlichkeit mit „Gudahagar“ auf Island besteht.
Aufgrund seines Charakters und seiner Größe ist es eines von Schonens interessantesten vorgeschichtlichen Gräberfeldern. An den 50 Meter langen Seiten waren ursprünglich mindestens 250 Steine aufgestellt, die auf der Ostseite weitgehend fehlen. Eine scharfe Terrassenkante zeigt aber an, wo sie standen. Zwei steingepflasterter Rampen im Westen führen in die Anlage, in der sich Rösen sowie Brand- und Körpergräber befinden.
Unterhalb der Einfriedigung befindet sich die früher mit Wasser gefüllte Grube Kyrkekurre, wobei -kurre Versteck oder Ablageplatz bedeutet. Der Sumpf könnte ein vorgeschichtlicher Opferplatz gewesen sein.
Jährlich im September finden hier die Wikingertage statt.